# Precious (Cubic U)
Precious è l'album di debutto della cantante giapponese Cubic U (il nome d'arte di Utada Hikaru prima del suo debutto in Giappone), registrato presso il Sony Music Studio di New York nel 1996. L'album è stato pubblicato sia negli Stati Uniti che in Giappone il 28 gennaio 1998, per poi essere ripubblicato in Giappone il 31 marzo 1999 in seguito al successo del successivo album della cantante, First Love.

## Tracce
1. My Little Lover Boy - 4:28
2. Lullaby - 4:38
3. How Ya Doin' - 3:05
4. I Don't Love You - 4:51
5. Here and There and Back Again
6. Promise - 5:24
7. Ticket 4 Two - 5:23
8. Take a Little While - 3:52
9. 100 Reasons Why - 4:31
10. Work Things Out - 4:31
11. Close to You - 4:39
12. Precious Love - 5:20

Traccia bonus
1. How Ya Doin (Rap Version) - 3:46